# Fédération russe des échecs
La Fédération russe des échecs ou Fédération de Russie des échecs (en russe : Федерация шахмат России (FCHR), Chess Federation of Russia ou Russian Chess Federation (RCF) en anglais) est l'organisme national chargé de gérer et de promouvoir la pratique des échecs en Russie. Elle organise entre autres le championnat de Russie d'échecs.
Elle est le successeur de la Fédération soviétique des échecs et a été fondée le 15 février 1992 et son siège se situe à Moscou.
Depuis 2014, la Fédération russe abrite un musée du jeu d'échecs.
Fin février 2023, la Fédération internationale des échecs (FIDE) annonce  que la fédération russe des échecs va quitter, à horizon mai 2023, l'Union Européenne des Échecs afin de rejoindre la Fédération Asiatique des Échecs. Cette décision s'inscrit dans le contexte de l'invasion de l'Ukraine par la Russie de 2022.

## Conseil de surveillance
Les organes directeurs de la fédération sont le congrès, le conseil de surveillance (conseil directeur), le président et le directeur exécutif (chargé des finances et des questions juridiques). Le président de la fédération est aussi le président du conseil de surveillance. Le congrès se réunit au moins une fois tous les quatre ans.

### Président et vice-présidents actuels
En 2020, le président du conseil de surveillance est Andreï Filatov. Il a été élu en 2014 et réélu en 2018.
Les vice-présidents sont Alexandre Joukov, Anatoli Karpov, Natalia Komarova, Andreï Gouriev et Pavel Chinsky.

### Anciens présidents du comité de surveillance
Arkadi Mourachov en fut le premier président de 1992 à 1993.
De 2003 à 2009, Alexandre Joukov était le président.
De 2010 à 2014, la fédération russe a été dirigée par Arkadi Dvorkovitch. Il est devenu président de la Fédération internationale des échecs en 2018.

## Histoire
Fin février 2023, la Fédération internationale des échecs (FIDE) annonce que la fédération russe des échecs va quitter, en date du 1er mai 2023, l'Union Européenne des Échecs afin de rejoindre la Fédération Asiatique des Échecs. Cette décision s'inscrit dans le contexte de l'invasion de l'Ukraine par la Russie de 2022, et dans une volonté plus large des fédérations sportives russes de contourner les sanctions mises en place envers elles par les instances sportives européennes. En conséquence, la FIDE autorise le transfert de tous les joueurs et joueuses d'échecs russes qui en font la demande, sans frais, dans de nouvelles fédérations européennes. La participation des joueurs russes au championnat d'Europe individuel en mars 2023 est autorisée. Des questions de plus long terme se posent également quant à l'équilibre de la confédération asiatique des échecs : les joueurs russes, réputés très forts, pourraient récupérer des places qualificatives pour le cycle du championnat du monde à des pays qui en sont habituellement les favoris, tels la Chine ou l'Inde,.